# Halálosabb iramban
A Halálosabb iramban (eredeti cím: 2 Fast 2 Furious) 2003-as amerikai akciófilm, melyet John Singleton rendezett. A film a Halálos iramban filmsorozat második része. A főszerepben Paul Walker, Tyrese Gibson, Ludacris, Eva Mendes és Cole Hauser látható. A filmet a Rotten Tomatoeson 36%-ra minősítették, 157 értékelő szerint, és a Metacriticen 35 kritikus 38%-ra értékelte.
Brian O'Conner egy régi barátjával, Roman Pearce-cel együtt Miamiba mennek, hogy elkapjanak egy Carter Verone (Hauser) nevezetű könyörtelen drogbárót.

## Cselekmény
Brian O'Conner, az exzsaru folyamatosan megnyeri az illegális utcai autóversenyeket. Az egyik ilyen versenyre hívja meg az egyik barátja, Tej Parker (Ludacris) miután kiderült, hogy a negyedik pilóta rácsok mögött van. Miután megnyeri a versenyt, megjelennek a rendőrök, akik egy rövid üldözés után elkapják Brian-t egy EMP segítségével, aki választási lehetőségek híján megadja magát.
A rendőrségen találkozik Bilkins-szel, aki az FBi-al közösen alkut ajánl Brian-nek, amit elfogad, azzal a feltétellel, hogy ő választhatja ki a társát. Bilkins-szel közösen ellátogatnak egy Barstow-ban rendezett roncsderbire, ahol az ominózus személy, Roman Pearce (Tyrese Gibson) is a versenyzők között van. Miután nyer kiszúrja Brian-t a lelátón aki később megkörnyékezi az ajánlatával. Roman nem örül, hogy újra látja, mert azt hiszi, hogy miatta került börtönbe évekkel korábban. Egy rövid verekedést követően Bilkins is megerősíti, hogy Brian igazat mond, így Roman beleegyezik a melóba. Miamiban bemutatják őket Monica Fuentes-nek (Eva Mendes), aki egy éve férkőzött Verone (Cole Hauser) bizalmába. Kapnak továbbá két lefoglalt tuningolt autót is: Egy Mitsubishi Lancer Evolution VII-est és egy Mitsubishi Eclipse Spyder-t. Elmennek Carter villájához, ahol megkezdik pár másik sofőrrel a próbatételt ahhoz, hogy neki dolgozhassanak. El kell hozniuk egy csomagot egy telepen hagyott Ferrari-ból. El is jutnak a telepre, ahol azonban ott terem Markham ügynök (James Remar) is, mert azt hitte, hogy meglógtak. Ezt leszámítva az akció simán zajlik, visszaéertek a villához, ahol kiderül, hogy csak egy szivart kellett elhozni Verone saját telepéről. Nem könnyíti meg a helyzetet Roman és Brian viselkedése, előbbi még ki is zsebeli Verone-t. 
Amikor jelentenének összetűzésbe keverednek Markham-mel, pontosabban ő és Roman. Utóbbi akkor enyhül meg egy kicsit, amikor Markham elmondja neki, hogy Brian-t miért is rúgták ki: futni hagyta Dominic Toretto-t. Roman nem tud részleteket, de el kezd faggatózni, azonban Brian nem akar beszélni róla. Áttérnek egy menekülő tervre, amihez kell még két kocsi.
Ahhoz, hogy ezeket megszerezzék, kihívtak két versenyzőt, Korpi-t (John Cenatiempo) és Darden-t (Eric Etebari) egy utcai versenyre, ahol a forgalmi a tét. Nem kis erőfeszítéssel, de Brian-ék megnyerik az autókat, egy Yenko Camaro-t és egy Dodge Challanger-t. Ezen autókat elviszik Tej-ékhez, ahol Jimmy (Jin Auyeung) segítségével végeznek rajta néhány átalakítást.
Monica később figyelmezteti Brian-ékat, hogy Carter a meló végeztével meg akarja őket ölni. Azt is elárulja nekik, hogy egy reptérre kell elvinni a csomagokat. Erre felkészülvén tudatja Bilkins-székkel, akik akkor készenlétbe is állnak ott. Az út során velük tart Roberto (Roberto Sanchez) és Erique (Matt Gallini), Carter két testőre is. Az út zökkenőmentesen halad egy ideig, azonban rájuk tapadnak a rendőrök is, majd elérnek egy garázshoz. A garázsból százával jönnek ki a tuningolt autók, de így is észreveszik a két Mitsubishi-t, amire rátapadnak a rendőrök. Idővel sarokba is szorítják őket, bár Bilkins legnagyobb meglepetésére Tej és Suki szállnak ki belőlük. Brian és Roman már rég leléptek a két izomautóval, ahol is Roman menetközben kilövi Roberto-t a kocsiból. Brian is ugyanerre készül, amikor Enrique arra kényszeríti, hogy a Tarpon-foknál hajtson le. Mikor Brian megjegyzi, hogy ott nincsn repülőtér, Enrique megkérdezi, hogy ki mondta a repteret. Brian ekkor jön rá, hogy baj van, Carter tudja, hogy a rendőröknek dolgoznak. Ezt ő maga fel is fedi, amikor a szemébe mondja, hogy csak Monica tudott a reptérről. Roman ezalatt másik irányba ment, mert ő úgy tudta, hogy a reptérre kell menni. Mikor tudatosult benne, mi történik, rohanva indult Brian felé, akit Enrique készült agyonlőni. Éppen időben ér oda, kiütik Enrique-t és üldözőbe veszik Verone Yachtját. az út végén egy rámpa segítségével felugratnak a Yachtra, azonban mindketten megsérülnek. Monica segítségével végül letartóztatják Carter-t. A parton végül a rendőrség megköszöni a segítségüket, valamint Carter-től is elköszönnek. Miután elmennek a helyszínről, a két barát álmodozásba kezd, elegendő pénzt nyúltak le a bizonyítékokból, hogy nyissanak egy garázst Miami-ban.

## Szereplők
| Színész           | Szerep                                                                          | Magyar hang       |
| ----------------- | ------------------------------------------------------------------------------- | ----------------- |
| Paul Walker       | Brian O'Conner, volt Los Angeles-i rendőrnyomozó                                | Király Attila     |
| Tyrese Gibson     | Roman Pearce, Brian gyerekkori barátja                                          | Galambos Péter    |
| Eva Mendes        | Monica Fuentes, beépített ügynök, Carter Verone szárnysegédje                   | Kéri Kitty        |
| Cole Hauser       | Carter Verone, könyörtelen argentin drogbáró                                    | Faragó József     |
| Ludacris          | Tej Parker, volt utcai autóversenyző, a versenyek házigazdája, és Brian barátja | Rancsó Dezső      |
| Devon Aoki        | Suki, Brian, Tej és Jimmy barátja, az egyetlen női versenyző                    | Dögei Éva         |
| James Remar       | Markham, ügynök, Monica felettese                                               | Csernák János     |
| Amaury Nolasco    | Orange Julius, a film elején az egyik utcai versenyző                           | Berzsenyi Zoltán  |
| Michael Ealy      | Slap Jack, a film elején egy másik utcai versenyző                              | Takátsy Péter     |
| Jin Auyeung       | Jimmy, szerelő, Tej és Brian közeli barátja                                     | Tímár Andor       |
| Mark Boone Junior | Whitworth, korrupt rendőrnyomozó Miamiban                                       | Bata János        |
| Roberto Sanchez   | Roberto, Verone embere és Enrique társa                                         | Karácsonyi Zoltán |
| Eric Etebari      | Darden, Korpi barátja                                                           | Debreczeny Csaba  |
| Matt Gallini      | Enrique, Verone kopasz embere                                                   | Faragó András     |
| John Cenatiempo   | Korpi, utcai versenyző                                                          | Sztarenki Pál     |